# La Cibourg
La Cibourg, auch Cibourg, ist eine Siedlung in den Gemeinden Renan und La Ferrière des Schweizer Kantons Bern sowie in der Gemeinde La Chaux-de-Fonds im Kanton Neuenburg. La Cibourg liegt ein wenig über 1000 m ü. M. fünf Kilometer Luftlinie ostnordöstlich von La Chaux-de-Fonds und befindet sich im äussersten Südwesten der Jurahochebene der Franches-Montagnes (Freiberge).

## Verkehr
La Cibourg ist verkehrsmässig gut erschlossen. Der Ort hat einen Kreuzungsbahnhof an der meterspurigen Bahnstrecke Saignelégier–La Chaux-de-Fonds auf 1036 m ü. M. Höhe. Der Bahnhof mit Halt auf Verlangen wird stündlich von den Zügen der Chemins de fer du Jura (CJ) bedient.
In La Cibourg zweigt die Hauptstrasse 30 von La Chaux-de-Fonds in das Vallon de Saint-Imier von der Hauptstrasse 18 La Chaux-de-Fonds–Delémont ab.

## Tourismus
Das Ferienzentrum La Cibourg befindet sich mitten in den Weiden der Freiberge und besteht aus einem Ferienhaus mit Wohnungen und Massenlager sowie einem Campingplatz.